# Attraversamento del Chaco da parte dell'esercito brasiliano
L'Attraversamento del Chaco da parte dell'esercito brasiliano (Passagem do Chaco) è un dipinto di Pedro Américo, del 1871. L'opera appartiene al genere della pittura storica e si trova al museo storico nazionale del Brasile. Raffigura un episodio della guerra paraguaiana, avvenuto nel 1867, che coinvolse Manuel Luís Osório. Il quadro mira a "glorificare" l'azione bellica brasiliana nel conflitto paraguaiano, soprattutto la Manovra di Pikysyry.

## Storia
L'Attraversamento del Chaco fu commissionato dal governo imperiale brasiliano per mostrare un episodio bellico della guerra paraguaiana. Forse all'inizio l'opera si chiamava A passagem do Passo da Pátria ("L'attraversamento del Passo della Patria") e venne esposta all'esposizione universale del 1876, a Filadelfia. In questa prima presentazione al pubblico, il dipinto di Pedro Américo fu acclamato come un'opera epica, con un'attenzione particolare per i dettagli e le minuzie.

## Descrizione

Un bozzetto per l'opera.

L'opera venne creata con la pittura a olio e le sue dimensioni sono: 198 centimetri di altezza e 240 centimetri di larghezza. La scena si svolge in una foresta tropicale dagli alberi alti, nel mezzo della quale scorre un torrente: un manipolo di uomini dell'esercito brasiliano, guidati dal loro generale, sta per attraversarlo per attaccare un accampamento nemico situato sullo sfondo. La rappresentazione privilegia la natura, con la campagna militare brasiliana, guidata da Osório, relegata ad un'importanza pittorica secondaria. Esiste inoltre un bozzetto a olio nel quale la scena è dipinta con delle tonalità più scure. Sull'opera si scrisse questo:
La foresta rappresenta il territorio brasiliano, mentre l'area paludosa è il Paraguay. Il fiume attraversato si trova nel territorio del Gran Chaco, che allora segnava il confine tra l'Impero del Brasile e la repubblica paraguagia. Nella radura si vede l'accampamento militare paraguagio e, dato ciò, sembra che la battaglia stia per iniziare.

## Accoglienza
Ben accolta, l'opera di Pedro Américo suscitò anche delle critiche, come quella di Rozendo Moniz Barreto, secondo il quale l'Attraversamento del Chaco aveva dato troppo spazio alla natura e poco all'impresa militare brasiliana. Fu anche criticata la mancanza di autenticità nella rappresentazione delle condizioni geografiche dell'area rappresentata nel quadro.